# Renate Seydel
Renate Seydel (auch Renate Seydelová; * 9. März 1935 in Schenkendorf, Gemeinde Steinreich, Brandenburg) ist eine deutsche Germanistin, Lektorin, Schriftstellerin und Buchhändlerin.
Bekannt wurde sie vor allem als Herausgeberin von Künstlermemoiren und -biografien, etwa über Asta Nielsen, Marlene Dietrich, Romy Schneider und deren Mutter Magda Schneider sowie von Anthologien über die Ostseeinseln Hiddensee, Rügen und Usedom.

## Leben
Renate Seydel ist die Tochter eines Lehrers. 1953 legte sie das Abitur ab und studierte anschließend bis 1957 Germanistik an der Humboldt-Universität zu Berlin. Ab 1959 war sie in Berlin als Lektorin im Henschelverlag tätig, wobei ihr Arbeitsschwerpunkt im Bereich Film lag. 1953 kam sie zum ersten Mal auf die Ostseeinsel Hiddensee, wo ihr Vater ein Sommerhaus baute, das 1962 fertiggestellt war. Seither verbringt sie die Sommermonate auf der Insel. Dort betrieb sie von 1991 bis 2021 in Vitte die Buchhandlung Koralle. 1981 veröffentlichte sie zusammen mit Allan Hagedorff eine Bildbiographie über Asta Nielsen; 1984 über Marlene Dietrich. Die Chronik ihres Lebens in Bildern und Dokumenten erschien in mehreren Auflagen. Drei Jahre später erschien die Bildbiographie über Romy Schneider, die  2007 in der achten Auflage herauskam. Ich, Romy – Tagebuch eines Lebens über Romy Schneider veröffentlichte Renate Seydel 1991 in erster Auflage. Das Tagebuch erschien in mehreren Sprachen, darunter in Niederländisch, Französisch und Tschechisch. 1993 gab sie Charlotte von Stein und Johann Wolfgang von Goethe –  die Geschichte einer großen Liebe heraus. Seit den 1990er Jahren beschäftigt sich Renate Seydel vornehmlich mit den Ostseeinseln Mecklenburg-Vorpommerns.
Renate Seydel war mit dem Kunsthistoriker und Verleger Kuno Mittelstädt verheiratet.

## Werke (Auswahl)
als Herausgeberin
- Bewundert viel und viel gescholten ... Liebeserklärungen internationaler Stars an Theater und Film. Henschelverlag, Berlin 1982.
- Und jedermann erwartet sich ein Fest ... Liebeserklärungen internationaler Stars an Theater und  Film. Henschelverlag, Berlin 1983.
- Geboren unter jedem Himmel ... Erinnerungen berühmter Schauspieler. Henschelverlag, Berlin 1986.
- Aller Anfang ist schwer ... Schauspieler erzählen über ihre ersten Filme. Aus ihren Erinnerungen. Henschel, Berlin 1988, ISBN 3-362-00135-1.
- Hiddensee. Geschichten von Land und Leuten (= Ullstein 24967). Ullstein, München 2000, ISBN 3-548-24967-1.
- Asta Nielsen. Ein Leben zwischen Kopenhagen, Berlin und Hiddensee. Demmler, 2011, ISBN 978-3-910150-86-7.
- Hiddensee – Ein Lesebuch, Ullstein, 1991, ISBN 3-550-06506-X, als Taschenbuch 2000,
- Hiddensee – Inselgedichte, Hinstorff; 2019, ISBN 978-3-356-02239-1
- Hiddensee – Inselgedichte (Mit geographischen Blättern von Eggert Gustavs), Ullstein, 1998, ISBN 978-3-548-24354-2
- Rügen Ein Lesebuch, Ullstein, 1996, ISBN 978-3-550-06755-6, als Taschenbuch 2000, ISBN 978-3-548-24966-7
- Usedom Ein Lesebuch, Ullstein 1998, ISBN 978-3-548-24425-9

als Autorin
- Marlene Dietrich. Eine Chronik ihres Lebens in Bildern und Dokumenten. Henschelverlag, Berlin 1990, ISBN 3-485-01872-4.
- Rügen und Hiddensee aus der Luft. Fotos Günter Schneider. Nicolai, Berlin 1993, ISBN 3-87584-457-2.
- Hiddensee aus der Luft. Fotos Günter Schneider. Nicolai, Berlin 1995, ISBN 3-87584-536-6.
- Usedom und die Haffküste aus der Luft. Fotos Günter Schneider. Nicolai, Berlin 1995, ISBN 3-87584-539-0.
- Hiddensee (Fotos Thomas Grundner), Hinstorff, 2017, ISBN 978-3-356-01474-7